# Liste der Naturdenkmale im Landkreis Wesermarsch
Die Liste der Naturdenkmale im Landkreis Wesermarsch enthält die Naturdenkmale im Landkreis Wesermarsch in Niedersachsen.
Am 31. Dezember 2016 gab es laut statistischem Überblicks des Niedersächsischen Landesbetriebs für Wasserwirtschaft, Küsten- und Naturschutz im Zuständigkeitsbereich der Unteren Naturschutzbehörde des Landkreises Wesermarsch außerhalb der Ruhezone (I) und Teilen der Zwischen-(II) und Erholungszone (III) des Nationalparks Niedersächsisches Wattenmeer 16 Naturdenkmale.

## Naturdenkmale
| Bild            | Bezeichnung      | Ort, Lage                                                               | Beschreibung | Schutzzweck | Nummer       |
| --------------- | ---------------- | ----------------------------------------------------------------------- | --- | ----------- | ------------ |
| Fotos hochladen | Blutbuche        | Butjadingen Seeverns 26 (53° 33′ 32,7″ N, 8° 17′ 59,1″ O)               | |             | ND BRA 00003 |
| BW              | Eiche            | Ovelgönne Alte Moorstraße 11 (53° 22′ 9,2″ N, 8° 24′ 32,6″ O)           | |             | ND BRA 00005 |
| BW              | 6 Linden         | Großenmeer in Ortskern (53° 15′ 56,2″ N, 8° 18′ 36,7″ O)                | |             | ND BRA 00009 |
| BW              | 6 Linden         | Großenmeer in Ortskern (53° 15′ 52,7″ N, 8° 18′ 45,9″ O)                | |             | ND BRA 00009 |
| BW              | Haarstreifenfarn | Schwei Schulstraße, Hinter der Kirche (53° 24′ 12,4″ N, 8° 21′ 21,8″ O) | |             | ND BRA 00011 |
| BW              | Eibe             | Einswarden An den Wurten 5, Nordenham (53° 31′ 9,3″ N, 8° 31′ 11,4″ O)  | |             | ND BRA 00012 |
| BW              | Blutbuche        | Nordenham Kuhweg 5 (53° 27′ 27,2″ N, 8° 26′ 52,4″ O)                    | |             | ND BRA 00020 |
| BW              | 2 Eichen         | Jade Jan-Oeltjen-Straße (53° 20′ 28,6″ N, 8° 11′ 5,2″ O)                | |             | ND BRA 00021 |
| BW              | 3 Linden         | Stadland Schulstraße 8 (53° 24′ 2,3″ N, 8° 27′ 5,4″ O)                  | |             | ND BRA 00022 |
| BW              | Esche            | Stadland Schulstraße 16 (53° 24′ 2,3″ N, 8° 27′ 0,3″ O)                 | |             | ND BRA 00023 |
| BW              | Eiche            | Moorriem Dalsper Hellmer, Elsfleth (53° 12′ 45,5″ N, 8° 23′ 10,1″ O)    | |             | ND BRA 00024 |
| BW              | Blutbuche        | Elsfleth Neuenfelde 7, Elsfleth (53° 15′ 13,4″ N, 8° 25′ 49,4″ O)       | |             | ND BRA 00026 |
| BW              | Eiche            | Warfleth an der Deichstraße (53° 10′ 57,4″ N, 8° 31′ 57,7″ O)           | |             | ND BRA 00027 |
| BW              | Blutbuche        | Ovelgönne Rathausstraße 53 (53° 17′ 28,9″ N, 8° 25′ 45,8″ O)            | Der Baum wurde bereits 2002 bei einem Sturm komplett umgelegt, ist aber noch nicht aus dem Verzeichnis gestrichen. |             | ND BRA 00030 |
| BW              | Säuleneibe       | Stadland Friesenstraße 2 (53° 24′ 25″ N, 8° 27′ 39,7″ O)                | |             | ND BRA 00031 |
| BW              | Blutbuche        | Ovelgönne Neustädter Straße 74 (53° 20′ 44,7″ N, 8° 20′ 33,3″ O)        | |             | ND BRA 00032 |
| BW              | Winter-Linde     | Ovelgönne Neustädter Straße 74 (53° 20′ 45,5″ N, 8° 20′ 27,5″ O)        | |             | ND BRA 00033 |